# Polybia flavifrons
Polybia flavifrons är en getingart som beskrevs av Smith 1857. Polybia flavifrons ingår i släktet Polybia och familjen getingar.

## Underarter
Arten delas in i följande underarter:
- P. f. barbatula
- P. f. hecuba